# 王叔陈生
王叔陈生（?—?），中国春秋时期东周的卿士、王叔国君主。周灵王四年、鲁襄公五年（前568年），周灵王派王叔陈生到晋国，晋国扣留他。士鲂到京师，奏明周王说王叔陈生和戎人勾结。周灵王九年、鲁襄公十年（前563年），伯舆和王叔陈生争夺执政地位。周灵王支持伯舆，王叔陈生逃到黄河之边。晋国派范宣子到京师调解伯舆和王叔陈生的关系。王叔陈生的家臣说不能让小门小户凌驾王室（筚门闺窦之人而皆陵其上，其难为上矣！），伯舆的家臣瑕禽说伯氏是周平王东迁的功臣，王叔家族以收受贿赂执掌朝政。最后王叔陈生逃到晋国。